# Umuarama
Umuarama là một đô thị thuộc bang Paraná, Brasil. Đô thị này có diện tích 1227,425 km², dân số năm 2012 là 103.000 người, mật độ 80,5 người/km².